# سلطان محمود غزنوی
ابوالقَاسِم مَحْمُود بن سبُکْتِگِین (۳۶۱–۴۲۱ ه‍.ق)، ملقب به سیف‌الدوله، سلطان ماضی، پرویز الملة، غازی، فاتح هندوستان، محمود بت‌شکن و مشهور به سلطان محمود غزنوی مقتدرترین سلطان از سلسله تُرک‌تبار غزنویان بود.
سلطان محمود که اولین فرمانروای مستقل و بزرگ‌ترین فرد خاندان غزنوی بود، به جنگاوری و بی‌باکی و کثرت فتوحات و شکوه دربار در تاریخ اسلام، مخصوصاً غزوات او در هند و غنایمی که از آنجا آورده مشهور است. وی نخستین فرمانروا در قلمرو خلافت اسلامی بود که به خود عنوان «سلطان» داد تا استقلال خود را از دستگاه خلافت عباسی نشان دهد هر چند خلیفه فقط لقب امیر را برای او پذیرفته بود.
وی شهر غزنی را به مرکز حکومت خود که شامل کشورهای کنونی افغانستان، شمال غرب هند، قسمتی از پاکستان و شرق ایران می‌شد، تبدیل کرد. سلطان محمود فتوحات خود را به غرب و شمال ایران گسترش داد و در سال ۱۰۲۹ به ری لشکر کشید حاکم آن یعنی مجدالدوله رستم دیلمی را خلع کرد و حملات خود را به شمال‌غربی ایران ادامه داد، بنابراین سلطان محمود، قدرتمندترین و گسترده‌ترین امپراتوری شناخته شدهٔ جهان اسلام در دوران خلافت عباسی را تشکیل داد.

## زندگی
او در ۱۰ محرّمِ سالِ ۳۶۱ ه‍.ق (۲ نوامبر ۹۷۱ میلادی) در شهر غزنی در منطقه زابلستان در جنوب افغانستان امروزی متولّد شد. پدرش، سبکتگین از لشکریان ترک‌تبار سپاه سامانیان بود که بنیان سلطنت غزنویان را در سال ۹۷۷ و در غزنی بنا نهاد. سبکتگین خودش را تابع سامانیان اعلام می‌کرد که بر خراسان و ماورالنهر حکومت داشتند. مادر محمود دختر اشرافی از زابلستان بود و از این رو در برخی منابع با نام محمود زاولی ("محمود از زابلستان") مشهور است. محمود بعد از مرگ پدرش سبکتگین به سال ۳۸۷ ه‍.ق پس از غلبه بر برادرش اسماعیل به امارت رسید. محمد و مسعود دو فرزند سلطان محمود با اختلاف سنی چند ماه (مسعود بزرگتر) از دو مادر زاده شده‌اند درمورد مادر محمد اطلاعات کمی در دسترس هست و درمورد مادر مسعود نامی از او ذکر نشده فقط در تاریخ بیهقی از او به عنوان والدهٔ سلطان مسعود یاد شده است . محمد طبع شعری داشت و فردی سست عنصر بود ولی برخلاف او مسعود بسیار قدرتمند و جنگ طلب بود. محمود غزنوی در روز ۲۳ ربیع‌الثانی سال ۴۲۱ ه‍. ق (۶ می ۱۰۳۰ میلادی) در غزنی درگذشت. پس از مرگ او را امیر ماضی خواندند.

## حکومت
در سال ۹۹۴ محمود به منظور کمک به امیر سامانی، نوح دوم، در تصرف خراسان از هواداران فائق خاصه به پدرش سبکتگین پیوست. در این دوره، امپراتوری سامانی بسیار ضعیف بود و اصلاحات سیاسی داخلی را تغییر داده بود زیرا جناح های مختلف برای تصاحب قدرت تلاش می‌کردند. از جمله اصلی‌ترین آنها ابوالقاسم سیمجوری، فائق، ابوعلی بختوزین، آل بویه و آل افراسیاب بود.

## سلطنت

مسیر لشکرکشی‌های سلطان محمود

سبکتگین در سال ۹۹۷ (میلادی) درگذشت و پسرش اسماعیل را به عنوان حاکم سلسله غزنوی جانشین خود کرد. دلیل انتخاب سبکتگین برای انتصاب اسماعیل به عنوان وارث نظر به محمود باتجربه‌تر، نامشخص است. ممکن است به دلیل مادر اسماعیل که دختر استاد قدیمی سبکتگین، آلپتیگین بود، باشد. محمود در مقابل این تصمیم واکنش نشان داد و با کمک برادر دیگرش ابوالمظفر نصر که والی بُست بود، سال بعد در جنگ غزنی اسماعیل را شکست داده و بر سریر سلطنت دودمان غزنوی تسلط یافت. در همان سال (۹۹۸)، محمود سپس به بلخ سفر کرد و به بزرگداشت امیر ابوالحارث منصور بن نوح پرداخت.. وی سپس ابوالحسن اسفراینی را به عنوان وزیر خود منصوب کرد و از غزنی به جانب غرب لشکر کشید تا شهرهای قندهار و پس از آن بُست (لشکرگاه) را بگیرد و به شهر نظامی تبدیل کند.

### خراسان

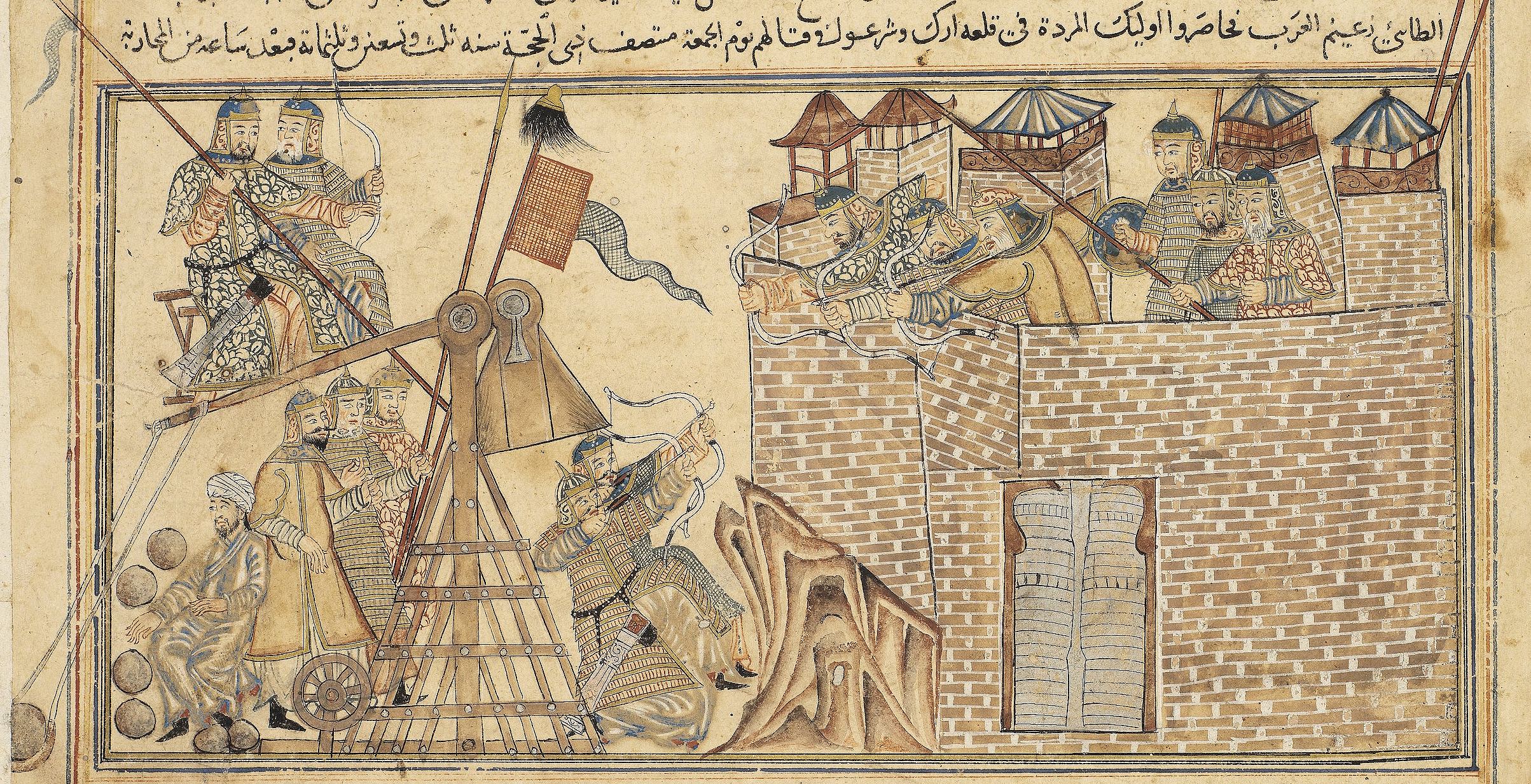
نگاره سلطان محمود و لشکریان او در حال تصرف قلعه زرنج، قرن چهاردهم میلادی

سلطان محمود بر ابوابراهیم اسماعیل بن نوح ملقب به منتصر سامانی چیره گشت. بعد از آن خلف بن احمد باقی‌ماندهٔ صفاریان را از میان برداشت. سپس با خانان ترکستان به جنگ پرداخت و بعد از آرام کردن آن نواحی عزم فتح خوارزم و گرگانج را نمود و در سال ۳۹۲ ه‍.ق به‌عنوان جهاد به هندوستان حمله برد و تا سال ۴۱۶ ه‍.ق در ظرف ۲۴ سال چندین جنگ کرد که ۱۲ غزوهٔ او مهم‌تر است.

### هندوستان
نوشتار بنیادین : نبردهای غزنویان در هند

اولین حمله محمود به هند شمالی در ۲۸ نوامبر ۱۰۰۱ آغاز گردید. لشکر وی در نبرد پیشاور با لشکر جی پال حکمران هندوشاهی جنگید و آنها را شکست داد. پس از تصرف سیستان وی تصمیم گرفت تا از آن طریق بر زمین‌های بسیار حاصلخیز منطقه پنجاب تمرکز کند.
اولین لشکرکشی محمود به جنوب علیه یک دولت اسماعیلی بود که برای اولین بار در سال ۹۶۵ توسط داعی خلافت فاطمیان در مولتان ایجاد شده بود. دلیل این لشکرکشی جلب رضایت سیاسی خلافت عباسی بود. او همچنین در جاهای دیگر با فاطمیان درگیر شد. در این نبرد، جی پال تلاش کرد تا انتقام شکست نظامی قبلی خود را از دست پدر محمود که هزینه گسترده‌ای برای جی پال داشت، بگیرد. پس از جانشینی آناندپال پسر جی پال، مبارزه برای انتقام از خودکشی پدرش همچنان ادامه داشت. آناندپال یک اتحادیه قدرتمند را تشکیل داد و به نبرد رفت اما در هنگام هرج و مرج فیلان در نبرد متحمل شکست شد. وی بار دیگر در سال ۱۰۰۸ و در لاهور بار دیگر علیه محمود لشکر کشید اما دوباره شکست خورد و مجبور شد تا اداره سلطنت شاهی اودبنداپور را به محمود واگذار کند.
پس از شکست اتحادیه هند و تصمیم برای مقابله به مثل، محمود به لشکرکشیهای منظم علیه آنان پرداخت و پادشاهیهای آنها را فتح کرده به حال خود گذاشت و تنها منطقه پنجاب را ضمیمه امپراتوری غزنویان کرد. وی همچنین تعهد نمود تا هر ساله به منطقه ثروتمند شمال غربی هند حمله کند.
در سال ۱۰۱۴ محمود لشکرکشی دیگری را به تانیشر هدایت کرد. سال بعد وی بدون موفقیت به کشمیر حمله کرد. در سال ۱۰۱۸ او به ماتورا حمله کرد و ائتلافی حاکمان آنجا را شکست داد و راجه چندرپالا را نیز کشت. محمود معبد بزرگ و باشکوه ماتورا را ویران کرد. به گفته محمدقاسم فرشته، در «تاریخ هندوستان» در (قرن شانزدهم و هفدهم)، شهر ماتورا ثروتمندترین شهر هند بود و به واسودیوا-کریشنا تقدیم شده بود. هنگامی که مورد حمله محمود غزنوی قرار گرفت، تمام بت ها در طی مدت بیست روز نابود شدند، طلا و نقره به عنوان غنیمت ذوب شدند.
در سال ۱۰۲۱ محمود از پادشاه قنوج در برابر چندلا گاندا حمایت کرد، و وی را شکست داد. در همان سال تریلوچاناپالا در رحیب کشته شد و پسرش بهیماپالا جانشین اش شد. در این سال لاهور نیز توسط محمود تسخیر گردید. در سال ۱۰۲۳، گوالیور را محاصره کرد، در ۱۰۲۵ به سومنات حمله کرد و حاکم آن بهیما اول فرار کرد.

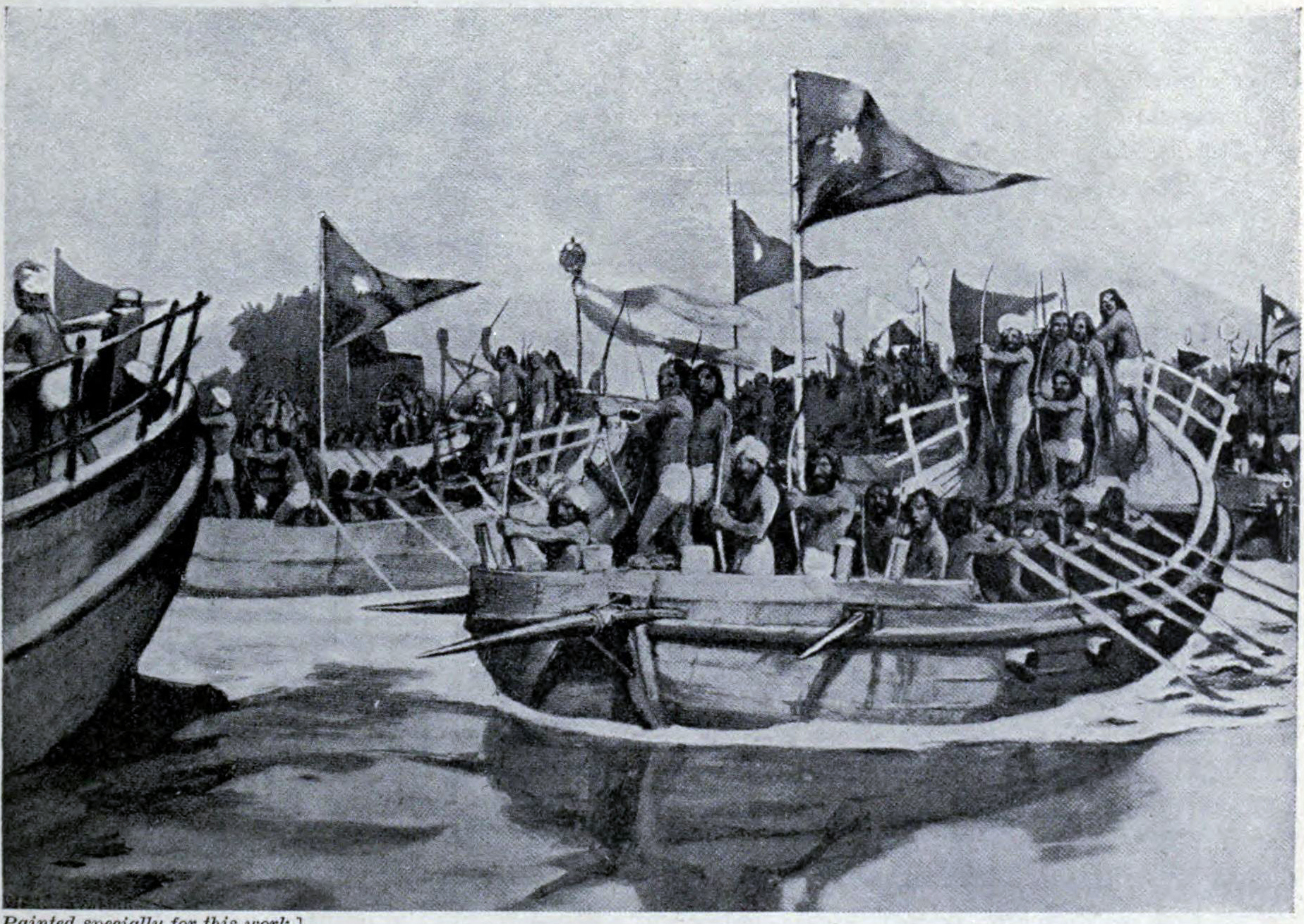
ناوگان سلطان محمود غزنوی که توسط آن جِت‌ها را شکست داد.

در ۱۰۲۶، جات‌ها خسارات سنگینی به ارتش محمود وارد کرد، سال بعد (۱۰۲۷)، محمود انتقام اش را از جات‌ها را گرفت. جات‌ها از ۳۰۰ سال گذشته در برابر «اسلامی سازی» مقاومت می‌کردند. اگرچه ناوگان جات‌ها از محمود بزرگتر بود، اما گفته می‌شود که محمود در هر هزار و ۴۰۰ قایق خود حدود ۲۰ تیرانداز نفتی داشت که می‌توانست ناوگان دشمن را در آن واحد حریق سازد.

#### سومنات

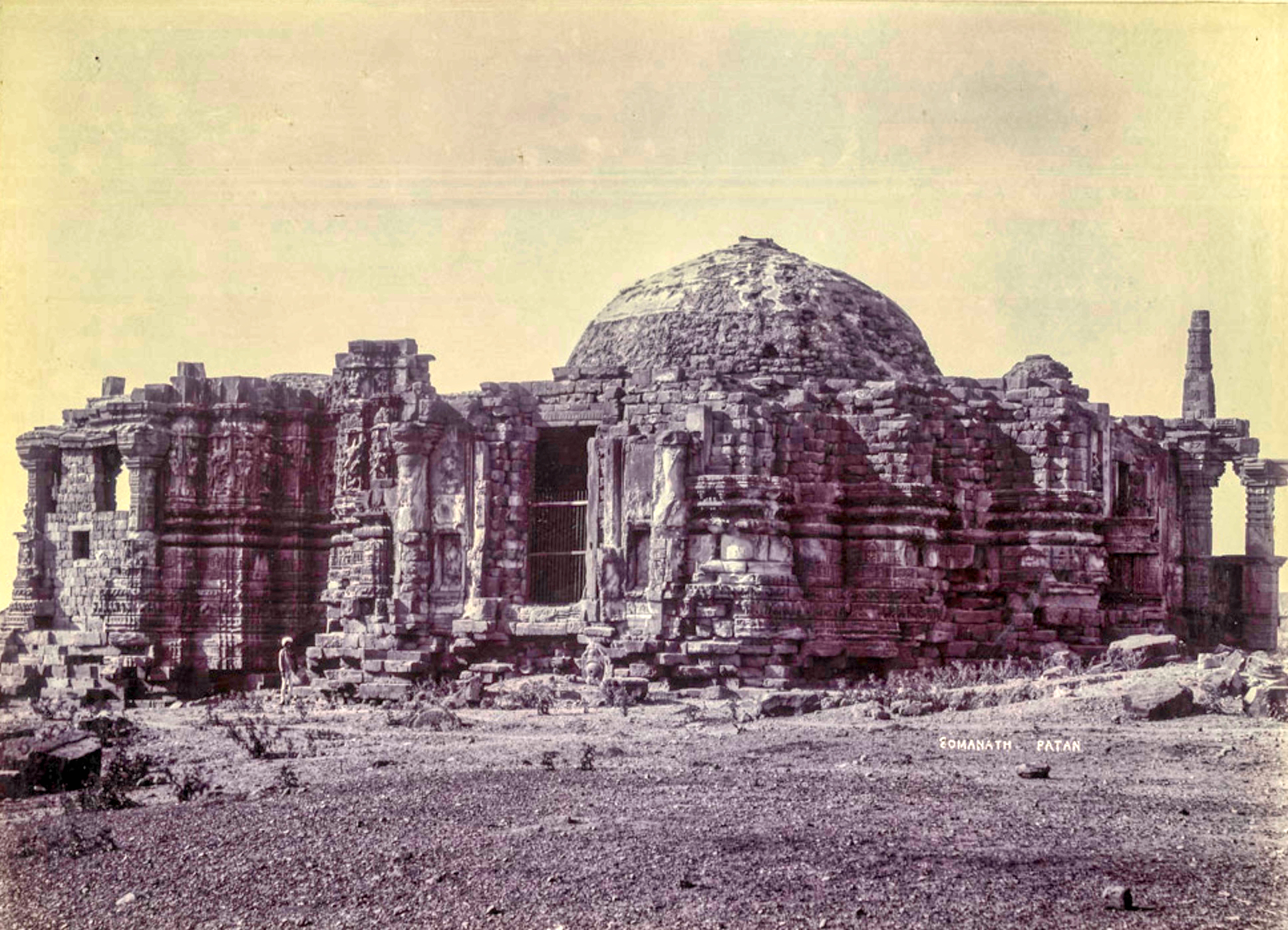
خرابه‌های معبد سومنات، سده نوزدهم

بزرگ‌ترین جنگ سلطان محمود جنگ سومنات است که در سال ۴۱۶ هجری به وقوع پیوست. سلطان محمود شنیده بود که کلان‌ترین بت‌خانه‌ها در شهر سومنات است؛ لذا سلطان و سیصد هزار مرد جنگی از راه مولتان و اجمیر بعد از طی ریگستان‌های بی‌آب رجپوتانه بر سومنات حمله نمودند. با این که راجه‌های هند جهت حفاظت این معبد جمع شده بودند ولی در نتیجه جنگ خونین تعداد زیادی از ایشان مقتول شدند و به غیر از تسلیم چاره ندیدند. سلطان محمود بت‌خانه را ویران کرد. در این بت‌خانه جواهرات گران‌بهایی وجود داشت که سلطان همه را به غنیمت گرفته به غزنی آورد.
پادشاهی‌های هند ناگارکوت، تانیشر، قنوج و گوالیور همه تسخیر شدند و به عنوان ایالت‌های خراجگذار باقی ماندند. محمود هرگز در شبه قاره شمال غربی حضور دائمی نداشت. ناگارکوت، تانیشر، ماتورا، قنوج، کالنجر و سومنات همه توسط سلطان غزنوی تصرف شدند.

## وفات

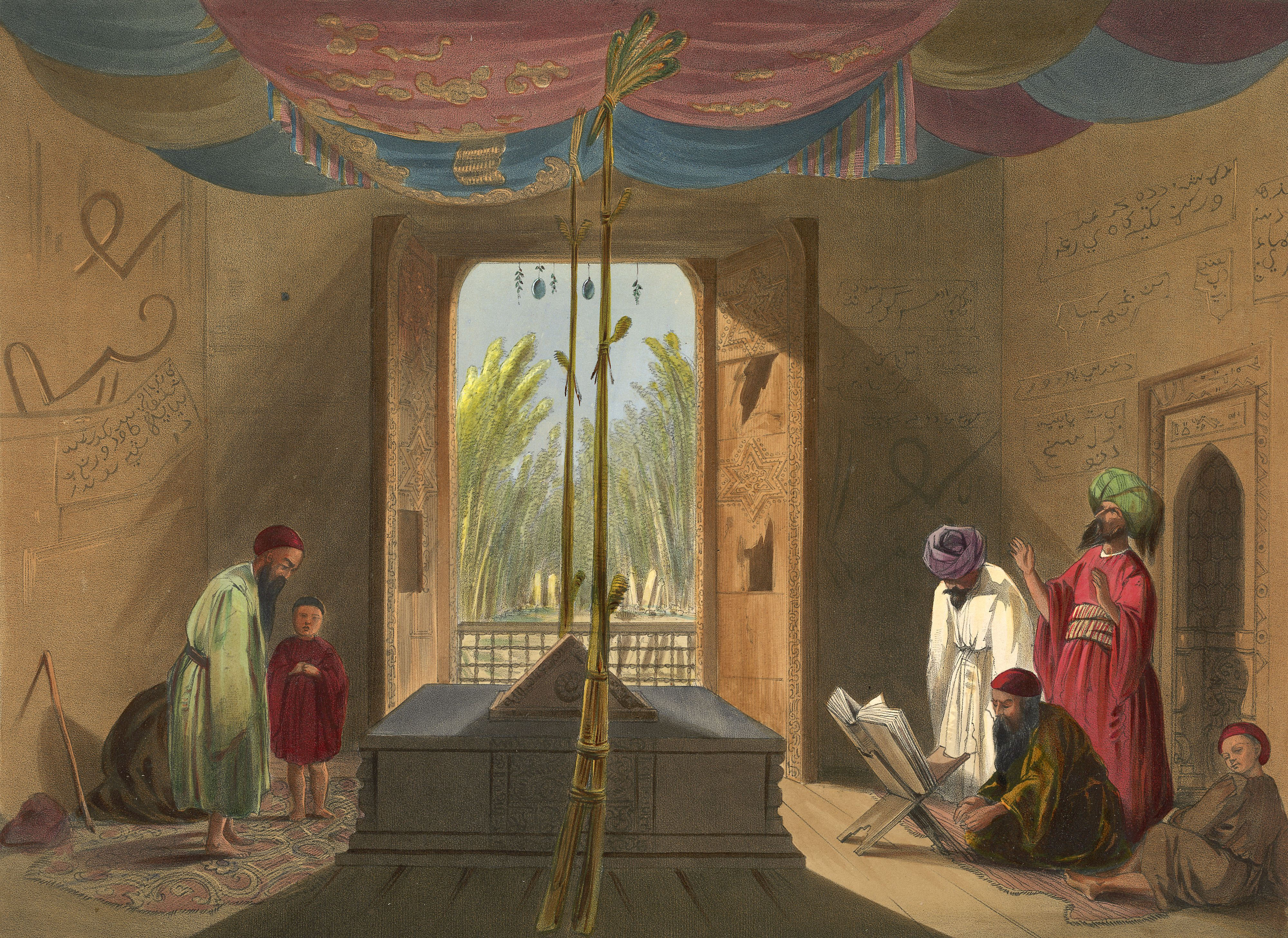
مسجد و مقبره امپراتور سلطان محمود غزنوی

سلطان محمود غزنوی در آخرین نبرد خود و در سال ۴۲۱
به عمر ۵۸ سالگی درگذشت. مقبره وی در شهر غزنی افغانستان واقع شده است.
امپراتوری غزنوی به مدت ۱۵۷ سال توسط جانشینان سلطان محمود اداره می‌شد. امپراتوری سلجوقی که در حال گسترش بود بیشتر در غرب غزنویان تحرکات داشت. غوریان در سال ۵۴۵ غزنی را تصرف کردند و معزالدین محمد غوری خسرو ملک آخرین سلطان غزنویان را در سال ۵۸۳ در لاهور شکست داده امپراتوری بزرگ غزنویان را سرنگون نمود.
گستره قلمرو امپراتور غزنوی در پایان سلطنت سلطان محمود از ری در غرب به سمرقند در شمال شرق و از دریای خزر در شمال غرب تا یمن در جنوب غرب و هندوستان در جنوب شرق بود.

## روابط با عباسیان
پس از به رسمیت شناخته شدن محمود توسط خلافت عباسی در سال ۳۸۴، وی هر ساله وعده حمله جهانی به هند را می‌داد. در سال ۳۸۴ محمود یک سری کارزارهایی را انجام داد که طی آن اسماعیلیان مولتان قتل‌عام شدند.

## علم در دوران سلطان محمود
غنایمی که از هند به غزنی آورده می‌شد بسیار فراوان بود، مورخان دستگاه غزنوی مانند ابوالفضل بیهقی و فردوسی توصیفاتی دربارهٔ عظمت پایتخت و همچنین حمایت شگرف سلطان فاتح از ادبیات ارائه می‌دهند. وی با حمایت از دانشمندان، تأسیس مراکز علمی، ایجاد باغ‌ها و ساخت مساجد، کاخ‌ها و کاروانسراها غزنی را به اولین مرکز ادبیات فارسی و یکی از شهرهای برجسته آسیای میانه و خاور میانه تبدیل کرد. محمود کتابخانه‌های کامل را از ری بخارا و اصفهان به غزنی آورد. وی حتی از دستگاه خوارزمشاه خواستار فرستادن افراد دانش‌آموخته خود به غزنی شد.

### ادبیات
محمود یکی از سلاطین علم پرور بشمار می‌رود چنان‌که دربار وی محل اجتماع ادیبان و دانشمندان آن زمان بود. اجتماع علما و شعرا در دستگاه محمود غزنوی و اشعار و کتبی که به نام او ترتیب یافته یکی از دلایل شهرت وی است. معروفترین شاعران دربار او عبارت بودند از: سنایی غزنوی، عنصری بلخی، فرخی سیستانی، عسجدی مروزی، منوچهری، زینتی، منشوری سمرقندی، کسائی مروزی، غضائری رازی و غیره. اگر چه حکیم ابوالقاسم فردوسی در زمان او می‌زیست و شاهنامه را به او تقدیم کرد ولی وابستگی به دربار محمود نداشت. از میان دانشمندان دستگاه محمودی ابوریحان بیرونی برجسته تر است. سلطان محمود از ابن سینا هم بارها درخواست نموده بود تا به دربار وی بیاید اما وی موافقت نمی‌کرد و از دست سلطان به‌دلایل نامعلوم (احتمالا مذهب) متواری بود. از وزیران نامی دستگاه سلطان محمود این اشخاص بوده‌اند: فضل بن احمد اسفراینی، ابوالقاسم احمد بن حسن میمندی و ابوعلی حسن بن محمد بن میکائیل معروف به حسنک وزیر. دبیر مخصوص دربار سلطان‌محمود ابونصر مشکان بوده است. ابوالفضل بیهقی نویسنده تاریخ بیهقی نیز تاریخ‌نگار دوران غزنویان بوده است. متن یک نامه محمود غزنوی به پسرش مسعود به قرار زیر است:
 دانسته آمده است که در این وقت که ما به جانب ری حرکت کردیم چنان واجب کند از طریق حزم و احتیاط که مردی سدید و هوشیار را نصب کرده آید تا نکت نامه‌ها و قصه‌ها را بیرون می آرد و بر ما عرض می‌دهد و بیگانه را این شغل نتوان فرمود و خواجه ابونصر مشکان را بدین کار بازنتوان گذاشت. خواجه ابوالقاسم دبیر ایّده الله این کار کرده است و مردی پیر است و به شراب خوردن مشغول نیست. دانیم که آن فرزند او را از مهمات ما دریغ ندارد. اگر آن فرزند را از این گستاخی که ما همی کنیم کراهیت نیاید او را بزودی دستوری دهد تا این شغل کفایت کند و نائبی گمارد آنجا و چون از این مهم فارغ شود به کار خویش بازآید ان شاء الله تعالی.

## عقاید مذهبی سلطان محمود
سلطان محمود در مذهب حنفی تعصب داشت و همو بود که بر شیعیان سخت می‌گرفت. به علت تعصب شدید وی، گروه کثیری از اسماعیلیان در ماوراءالنهر و خراسان و ری کشته شدند و یاران مجدالدوله به جرم معتزلی بودن از دم شمشیر گذشتند و قسمت اعظم کتابخانهٔ نفیس مجدالدوله طعمهٔ آتش سلطان محمود شد.
پس از آنکه سلطنت غزنوی به وسیلهٔ سلطان محمود در شرق ایران تأسیس شد، وی می‌بایست به عنوان تابع خلیفه عباسی ضمن در نظر داشتن پایگاه خلافت، برای خود اعتبار ویژه کسب می‌کرد. سلطان محمود به همین منظور و به عنوان غازی (جنگجو) بت‌شکن راهی هندوستان شد و در ایران نیز براساس سیاست مذهبی خاص خود عمل می‌کرد که مبتنی بر حمایت از اهل سنت بود. او یکی از بزرگان اهل سنت به‌شمار می‌رفت و داستان‌های پر از پند و اندرزی از خود به جای گذاشته است. علت بسیاری از تصمیم‌گیری‌ها و سیاست‌های دولت غزنوی تعلیمات دینی محسوب می‌شود. به نظر می‌رسد سلطان محمود غزنوی به عنوان تابع خلافت عباسی به صورت نمادی تأییدکننده و تثبیت‌کننده مذهب اهل سنت درآمده و همچنین منشور و لوای خود را از خلافت عباسی می‌گرفت.

## شخصیت سلطان محمود
سلطان محمود خود را «سایه خدای روی زمین» می‌پنداشت، قدرتی مطلق که اراده او به مثابه قانون است. او تقریباً در همه موارد به جزئیات توجه زیادی داشت و شخصاً بر کار هر بخش دیوان خود دولت نظارت دقیق داشت که همین نیز از دلایل موفقیت اش بشمار می‌رود. وی از نزدیک مراقب فعالیت‌های عالی‌ترین دولت‌های امپراتوری خود، به ویژه فرماندهان نظامی بود زیرا  او تحمل نمی‌کرد هرگونه بدرفتاری با مردم عادی داشته باشند و دستگاه استخبارات وی به‌صورت دقیق گزارش‌ها را به وی می‌رساند.
محمود همه وزرای خود را بدون توصیه وزیر اعظم خود منصوب کرد، هرچند گاه و بیگاه مجبور به این امر می‌شد، زیرا دین وی حکم می‌کرد که مسلمانان باید در همه زمینه‌ها با هم مشورت داشته باشند. از نقل قول‌های مشهور سلطان محمود:
وزیران دشمنان پادشاه هستند باید مراقب شان بود پا از حد شان فراتر نگذارند…
 سلطان محمود جاسوسان زیادی داشت که مشرف نامیده می‌شدند که در سراسر امپراتوری او، تحت نظارت بخش ویژه ای در دیوان خاص فعالیت داشتند.
محمود حامی ادبیات، به ویژه شعر بود و گاهی او را در جمع شاعران با استعداد یا در کاخ خود یا در باغ سلطنتی می‌یافتند. او غالباً نسبت به آنها سخاوتمند بود و با توجه به استعداد و ارزششان بی وقفه پاداش شان را می‌پرداخت.

## سلطان محمود و فردوسی

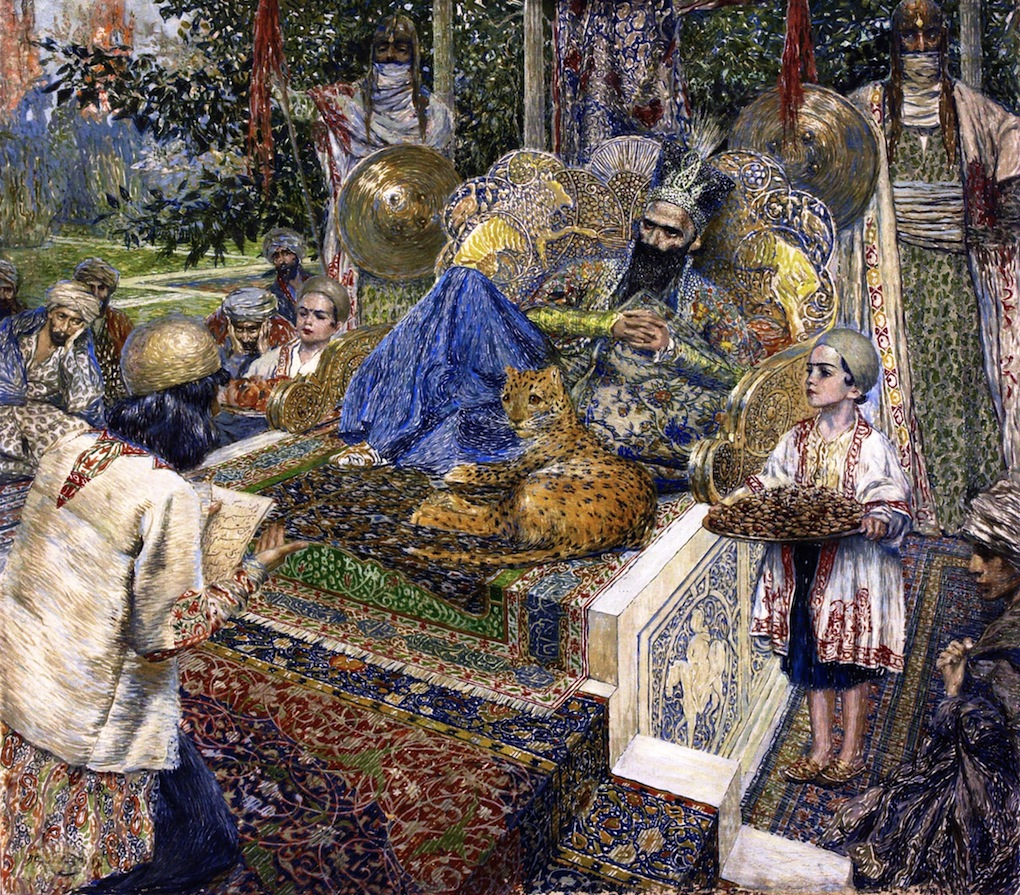
فردوسی در حال خواندن شاهنامه برای محمود غزنوی (اثر وارتگس سورنیانس، سال ۱۹۱۳)

فردوسی در جای‌جای شاهنامه بیش از همه محمود را ستوده‌است و ستودن دیگران بیشتر در لابه‌لای ستایش محمود آورده شده‌است. او در حدود ۲۵۰ بیت که گاهی بسیار بزرگنمایی شده‌است، محمود را ستوده و نام یا کنیهٔ او، ابوالقاسم را، نزدیک به سی بار یاد کرده‌است. پشتیبانی و پاداش محمود و امید فردوسی بدان یکی از دلایل ستودن محمود بود.
تقدیم شاهنامه به سلطان محمود
فردوسی پیرامون ۳۶۷ ه‍.ق، سرایش شاهنامه را آغاز کرد و در اوایل این کار هم خود او ثروت و دارایی قابل توجهی داشت و هم برخی از بزرگان خراسان که به تاریخ باستان ایران علاقه داشتند، او را یاری می‌کردند. ولی به مرور زمان و پس از گذشت سالها، در حالی که فردوسی بیشتر شاهنامه را سروده بود، دچار فقر و تنگدستی شد. چنان‌که خود او در این باره می‌گوید:
اَلا ای برآورده چرخ بلند/ چه داری به پیری مرا مستمند/چو بودم جوان برترم داشتی/ به پیری مرا خوار بگذاشتی/به جای عنانم عصا داد سال/پراکنده شد مال و برگشت حال
فردوسی چون در طی این کار، به تدریج ثروت و جوانی را از دست داد، به فکر افتاد که شاهنامه را به نام پادشاه بزرگی درآورد و با این تصور که سلطان محمود، قدر او را خواهد شناخت، شاهنامه را به نام او کرد و راه غزنین را در پیش گرفت. اما سلطان محمود که بیش از اساطیر و داستانهای پهلوانی، به اشعار ستایش آمیز شاعران علاقه داشت، قدر سخن فردوسی را ندانست و او را چنان‌که شایسته‌اش بود، تشویق نکرد. علت اینکه شاهنامه مورد پسند سلطان محمود واقع نشد، درست معلوم نیست. برخی گفته‌اند که به سبب بدگویی حسودان، فردوسی نزد سلطان محمود به بی‌دینی متهم شد. برخی از شاعران دربار سلطان محمود نسبت به فردوسی حسادت ورزیده و داستان‌های شاهنامه و پهلوانان قدیم ایران را در نظر سلطان محمود، پست و ناچیز جلوه داده بودند. به هر حال، سلطان محمود، شاهنامه را بی‌ارزش دانست و از رستم به زشتی یاد کرد و بر فردوسی خشمگین شد و گفت: «شاهنامه خود هیچ نیست، مگر حدیث رستم؛ و اندر سپاه من، هزار مرد چون رستم هست». فردوسی از این بی اعتنایی سلطان محمود برآشفت و چندین بیت در هجو سلطان محمود گفت و سپس از ترس مجازات، غزنین را ترک کرد و مدتی در شهرهای هرات، ری و طبرستان متواری بود و از شهری به شهر دیگر می‌رفت تا آنکه سرانجام در زادگاه خود «طوس» درگذشت. فردوسی را در شهر «طوس» و در باغی که متعلق به خودش بود، به خاک سپردند.
آمده است که چند سال بعد، سلطان محمود از رفتاری که با آن شاعر کرده بود، پشیمان شد و به فکر جبران گذشته افتاد و فرمان داد تا ثروت فراوانی را برای او از غزنین به طوس بفرستند و از او دلجویی کنند. اما روزی که هدیه سلطان را از غزنین به طوس می‌آوردند، جنازه شاعر را از طوس بیرون می‌بردند. از فردوسی تنها یک دختر به جا مانده بود که او نیز هدیه سلطان محمود را نپذیرفت. جنازه فردوسی اجازه دفن در گورستان مسلمانان را نیافت. منابع مختلف، علت دفن نشدن او در گورستان مسلمانان را مخالفت یکی از دانشمندان متعصب طوس دانسته اند.
فردوسی اشعاری در مدح سلطان محمود سروده است که در بخش دوازدهم شاهنامه (قسمت "ستایش سلطان محمود") آمده است؛ بخشی از آن اشعار بدین شرح است:
| جهان آفرین تا جهان آفرید     |  | چون او مرزبانی نیامد پدید   |
| ابوالقاسم آن شاه پیروز بخت   |  | نهاد از بر تاج خورشید تخت   |
| جهاندار محمود شاه بزرگ       |  | به آبشخور آرد همی میش و گرگ |
| ز کشمیر تا پیش دریای چین     |  | بر او شهریاران کنند آفرین   |
| چو کودک لب از شیر مادر بشست  |  | ز گهواره محمود گوید نخست    |
| خداوند هند و خداوند چین      |  | خداوند ایران و توران زمین   |
| جهاندار محمود کاندر نبرد     |  | سر سرکشان اندر آرد بگرد     |
| چه دینار در پیش بزمش چه خاک  |  | ز بخشش ندارد دلش هیچ باک    |
| جهاندار محمود خورشیدفش       |  | برزم اندرون شیر شمشیرکش     |
| جهان تا جهان باشد او شاه باد |  | بلند اخترش افسر ماه باد…    |

### تصاویر

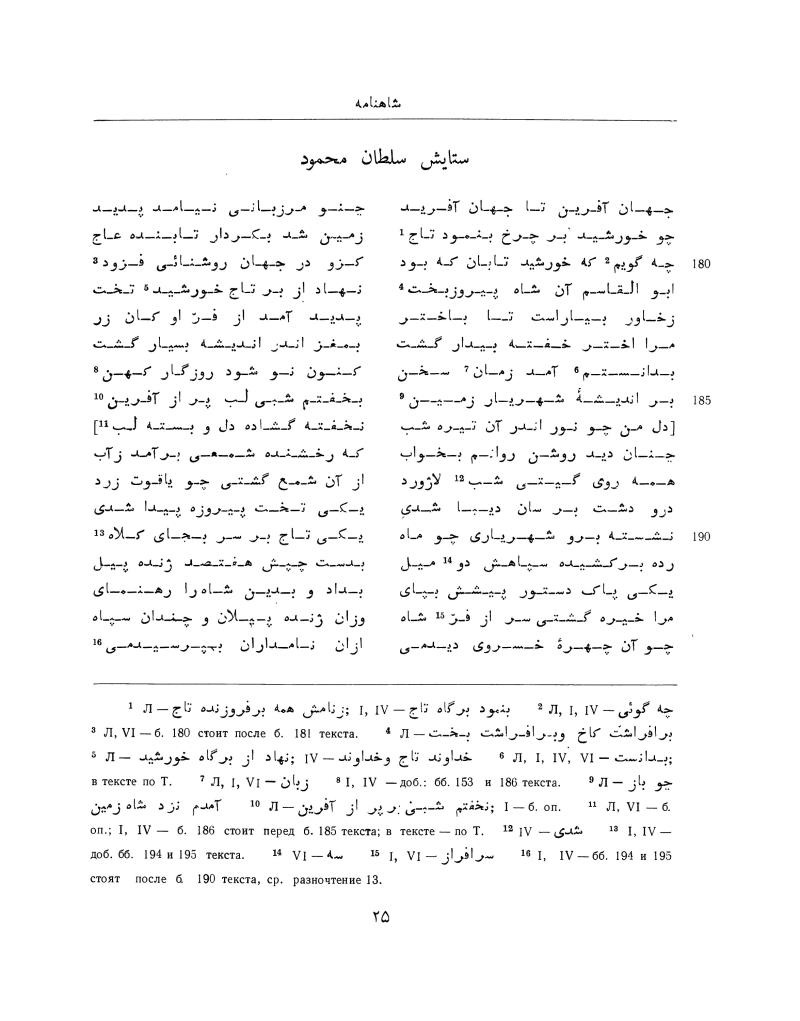

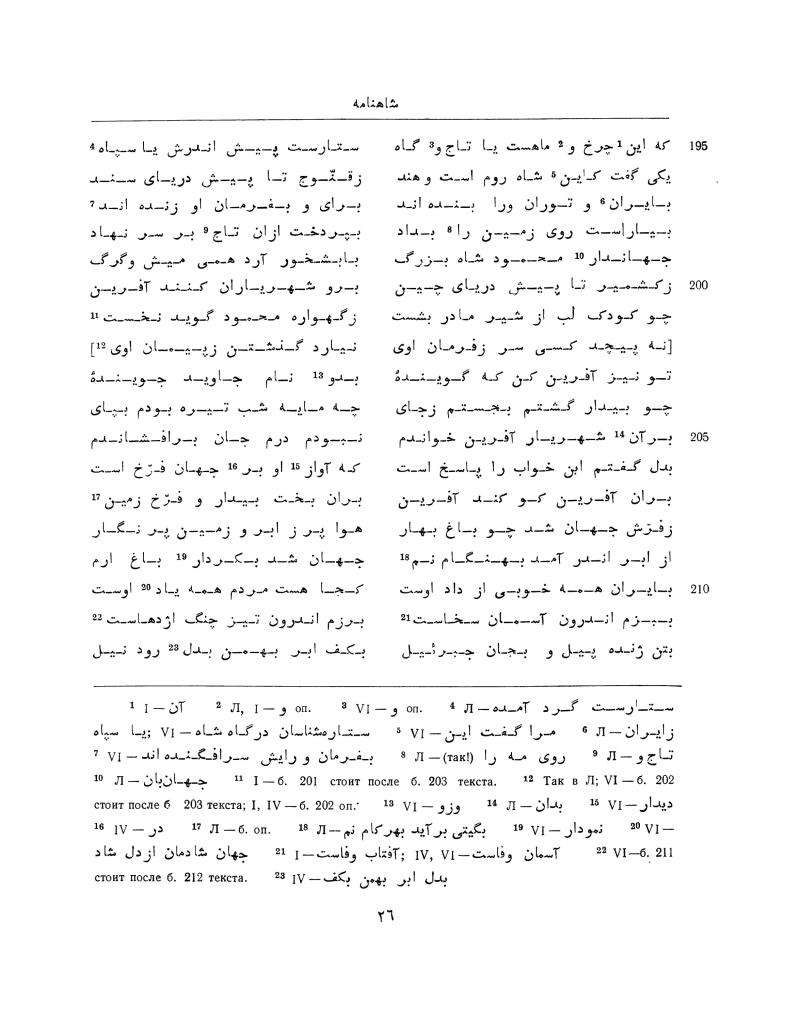

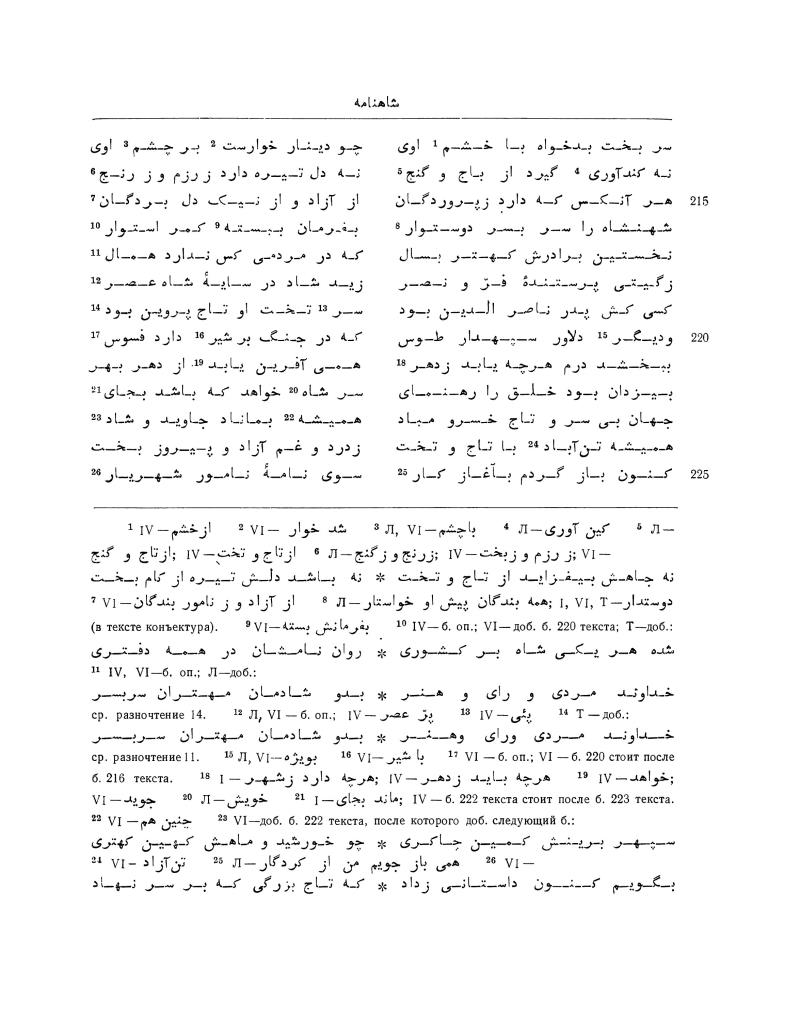

شاهنامه، بخش ستایش سلطان محمود (نسخهٔ مسکو)

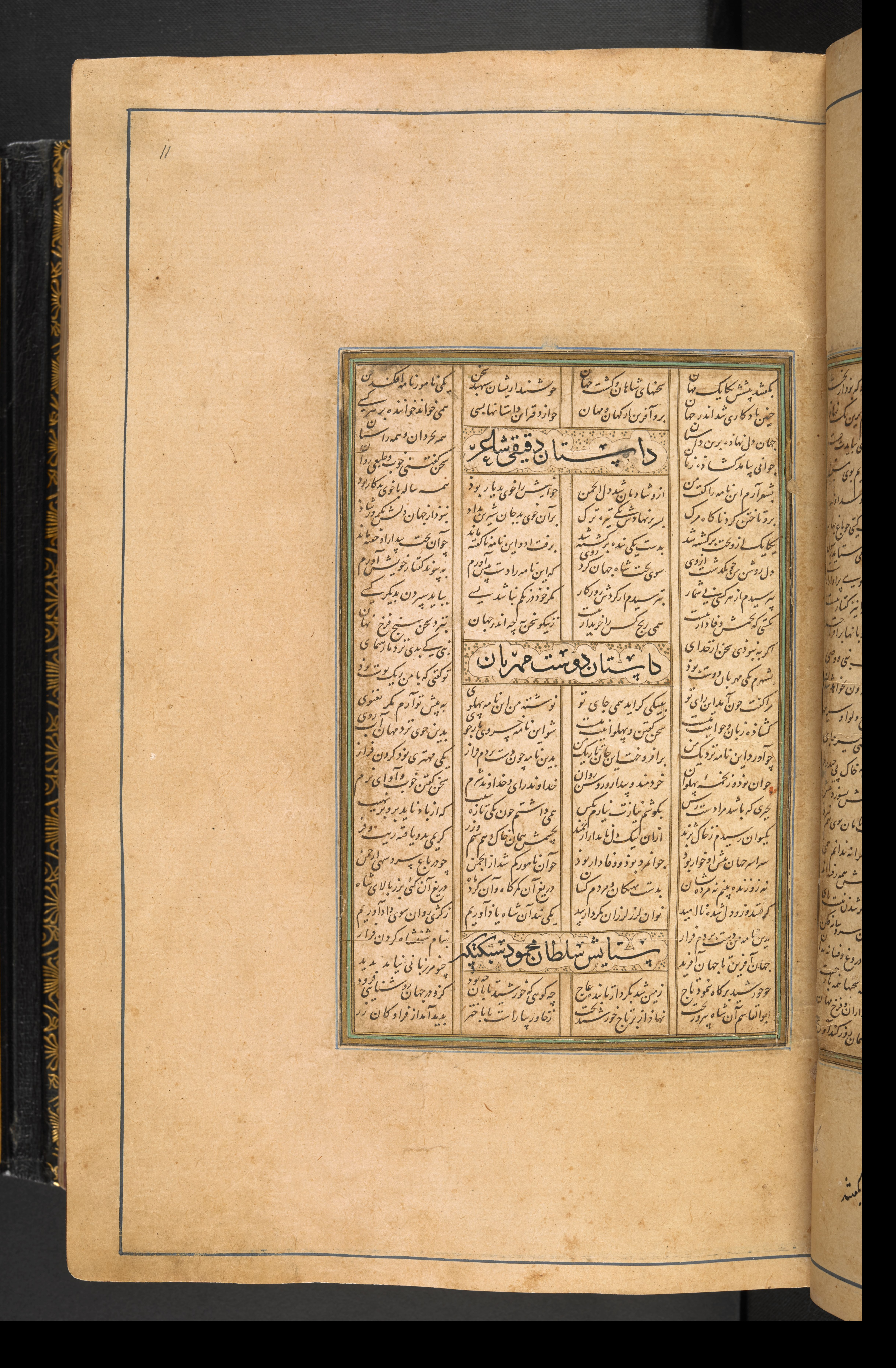

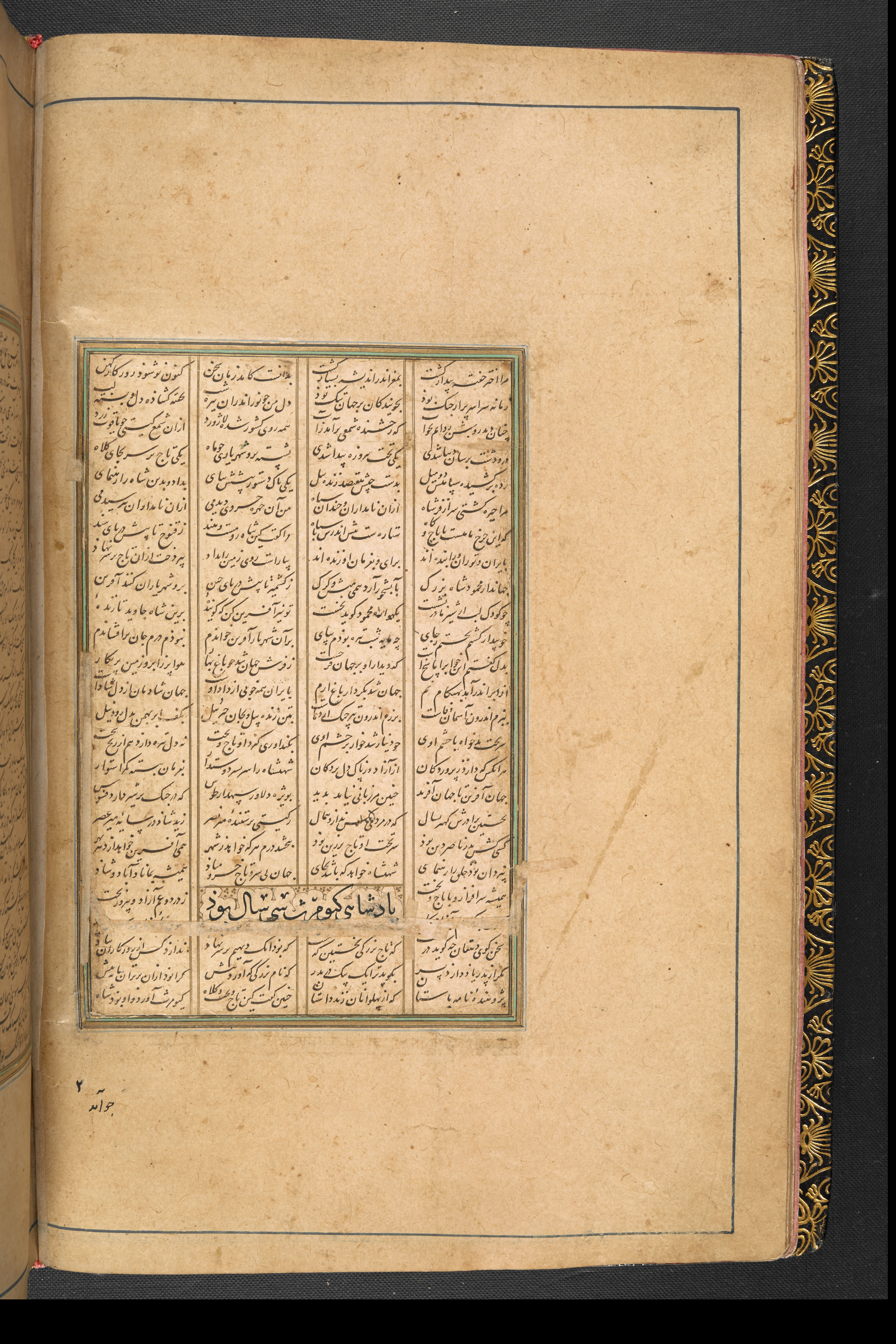

شاهنامه، بخش ستایش سلطان محمود (نسخهٔ لندن)

## گرایش‌جنسی

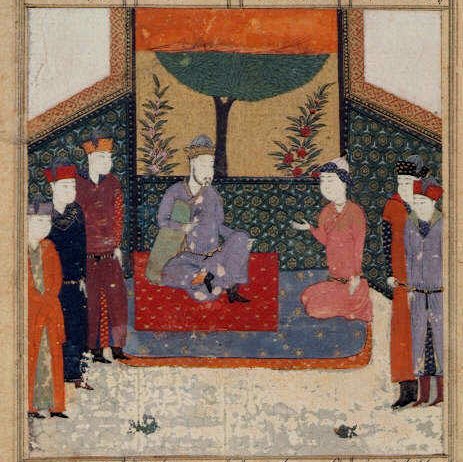
ایاز نشسته بر زانو در مقابل سلطان محمود غزنوی. مینیاتور از یک نسخه خطی اشعار عطار نیشابوری. ایران. ۱۴۷۲ میلادی. محل نگهداری کتابخانه بریتانیا، لندن

برخی مدارک  و اشعار عین القضات همدانی و عطار و مولوی در مورد روابط همجنسگرایانه سلطان محمود با غلام ترک، به نام ملک ایاز، موجود است

## جایگاه
ارتش پاکستان با تقلید از نام سلطان محمود غزنوی موشک نظامی خود را موشک غزنوی نامگذاری کرده است.
|  |  |                               |                               |                               |                               |                               |                               |  |  |                                            |                                            |                                            |                                            |                                            |                                            |  |  |                                  |                                  |                                  |                                  |                                  |                                  |  |  |                                  |                                  |                                  |                                  |                                  |                                  |  |  |  |  |  |  |  |  |  |  |  |  |  |  |  |  |  |  |  |  |  |  |  |  |  |  |  |  |  |  |  |  |
|  |  |                               |                               |                               |                               |                               |                               |  |  |                                            |                                            |                                            |                                            |                                            |                                            |  |  |                                  |                                  |                                  |                                  |                                  |                                  |  |  |                                  |                                  |                                  |                                  |                                  |                                  |  |  |  |  |  |  |  |  |  |  |  |  |  |  |  |  |  |  |  |  |  |  |  |  |  |  |  |  |  |  |  |  |
|  |  |                               |                               |                               |                               |                               |                               |  |  | سبکتگین (امارت. ۹۷۷- ۹۹۷ میلادی) امیر غزنه | سبکتگین (امارت. ۹۷۷- ۹۹۷ میلادی) امیر غزنه | سبکتگین (امارت. ۹۷۷- ۹۹۷ میلادی) امیر غزنه | سبکتگین (امارت. ۹۷۷- ۹۹۷ میلادی) امیر غزنه | سبکتگین (امارت. ۹۷۷- ۹۹۷ میلادی) امیر غزنه | سبکتگین (امارت. ۹۷۷- ۹۹۷ میلادی) امیر غزنه |  |  | بغراچق (۹۹۷- ?) والی هرات        | بغراچق (۹۹۷- ?) والی هرات        | بغراچق (۹۹۷- ?) والی هرات        | بغراچق (۹۹۷- ?) والی هرات        | بغراچق (۹۹۷- ?) والی هرات        | بغراچق (۹۹۷- ?) والی هرات        |  |  |                                  |                                  |                                  |                                  |                                  |                                  |  |  |  |  |  |  |  |  |  |  |  |  |  |  |  |  |  |  |  |  |  |  |  |  |  |  |  |  |  |  |  |  |
|  |  |                               |                               |                               |                               |                               |                               |  |  | سبکتگین (امارت. ۹۷۷- ۹۹۷ میلادی) امیر غزنه | سبکتگین (امارت. ۹۷۷- ۹۹۷ میلادی) امیر غزنه | سبکتگین (امارت. ۹۷۷- ۹۹۷ میلادی) امیر غزنه | سبکتگین (امارت. ۹۷۷- ۹۹۷ میلادی) امیر غزنه | سبکتگین (امارت. ۹۷۷- ۹۹۷ میلادی) امیر غزنه | سبکتگین (امارت. ۹۷۷- ۹۹۷ میلادی) امیر غزنه |  |  | بغراچق (۹۹۷- ?) والی هرات        | بغراچق (۹۹۷- ?) والی هرات        | بغراچق (۹۹۷- ?) والی هرات        | بغراچق (۹۹۷- ?) والی هرات        | بغراچق (۹۹۷- ?) والی هرات        | بغراچق (۹۹۷- ?) والی هرات        |  |  |                                  |                                  |                                  |                                  |                                  |                                  |  |  |  |  |  |  |  |  |  |  |  |  |  |  |  |  |  |  |  |  |  |  |  |  |  |  |  |  |  |  |  |  |
|  |  |                               |                               |                               |                               |                               |                               |  |  |                                            |                                            |                                            |                                            |                                            |                                            |  |  |                                  |                                  |                                  |                                  |                                  |                                  |  |  |                                  |                                  |                                  |                                  |                                  |                                  |  |  |  |  |  |  |  |  |  |  |  |  |  |  |  |  |  |  |  |  |  |  |  |  |  |  |  |  |  |  |  |  |
|  |  |                               |                               |                               |                               |                               |                               |  |  | 'محمود (۹۹۸-۱۰۳۰) سلطان غزنه               | 'محمود (۹۹۸-۱۰۳۰) سلطان غزنه               | 'محمود (۹۹۸-۱۰۳۰) سلطان غزنه               | 'محمود (۹۹۸-۱۰۳۰) سلطان غزنه               | 'محمود (۹۹۸-۱۰۳۰) سلطان غزنه               | 'محمود (۹۹۸-۱۰۳۰) سلطان غزنه               |  |  | ابوالمظفر نصر (۹۹۷- ?) والی بست  | ابوالمظفر نصر (۹۹۷- ?) والی بست  | ابوالمظفر نصر (۹۹۷- ?) والی بست  | ابوالمظفر نصر (۹۹۷- ?) والی بست  | ابوالمظفر نصر (۹۹۷- ?) والی بست  | ابوالمظفر نصر (۹۹۷- ?) والی بست  |  |  | اسماعیل ( ۹۹۷-۹۹۸) امیر غزنه     | اسماعیل ( ۹۹۷-۹۹۸) امیر غزنه     | اسماعیل ( ۹۹۷-۹۹۸) امیر غزنه     | اسماعیل ( ۹۹۷-۹۹۸) امیر غزنه     | اسماعیل ( ۹۹۷-۹۹۸) امیر غزنه     | اسماعیل ( ۹۹۷-۹۹۸) امیر غزنه     |  |  |  |  |  |  |  |  |  |  |  |  |  |  |  |  |  |  |  |  |  |  |  |  |  |  |  |  |  |  |  |  |
|  |  |                               |                               |                               |                               |                               |                               |  |  | 'محمود (۹۹۸-۱۰۳۰) سلطان غزنه               | 'محمود (۹۹۸-۱۰۳۰) سلطان غزنه               | 'محمود (۹۹۸-۱۰۳۰) سلطان غزنه               | 'محمود (۹۹۸-۱۰۳۰) سلطان غزنه               | 'محمود (۹۹۸-۱۰۳۰) سلطان غزنه               | 'محمود (۹۹۸-۱۰۳۰) سلطان غزنه               |  |  | ابوالمظفر نصر (۹۹۷- ?) والی بست  | ابوالمظفر نصر (۹۹۷- ?) والی بست  | ابوالمظفر نصر (۹۹۷- ?) والی بست  | ابوالمظفر نصر (۹۹۷- ?) والی بست  | ابوالمظفر نصر (۹۹۷- ?) والی بست  | ابوالمظفر نصر (۹۹۷- ?) والی بست  |  |  | اسماعیل ( ۹۹۷-۹۹۸) امیر غزنه     | اسماعیل ( ۹۹۷-۹۹۸) امیر غزنه     | اسماعیل ( ۹۹۷-۹۹۸) امیر غزنه     | اسماعیل ( ۹۹۷-۹۹۸) امیر غزنه     | اسماعیل ( ۹۹۷-۹۹۸) امیر غزنه     | اسماعیل ( ۹۹۷-۹۹۸) امیر غزنه     |  |  |  |  |  |  |  |  |  |  |  |  |  |  |  |  |  |  |  |  |  |  |  |  |  |  |  |  |  |  |  |  |
|  |  |                               |                               |                               |                               |                               |                               |  |  |                                            |                                            |                                            |                                            |                                            |                                            |  |  |                                  |                                  |                                  |                                  |                                  |                                  |  |  |                                  |                                  |                                  |                                  |                                  |                                  |  |  |  |  |  |  |  |  |  |  |  |  |  |  |  |  |  |  |  |  |  |  |  |  |  |  |  |  |  |  |  |  |
|  |  |                               |                               |                               |                               |                               |                               |  |  | محمد (۱۰۳۰) سلطان غزنه                     | محمد (۱۰۳۰) سلطان غزنه                     | محمد (۱۰۳۰) سلطان غزنه                     | محمد (۱۰۳۰) سلطان غزنه                     | محمد (۱۰۳۰) سلطان غزنه                     | محمد (۱۰۳۰) سلطان غزنه                     |  |  | مسعود (۱۰۳۰-۱۰۴۱) سلطان غزنه     | مسعود (۱۰۳۰-۱۰۴۱) سلطان غزنه     | مسعود (۱۰۳۰-۱۰۴۱) سلطان غزنه     | مسعود (۱۰۳۰-۱۰۴۱) سلطان غزنه     | مسعود (۱۰۳۰-۱۰۴۱) سلطان غزنه     | مسعود (۱۰۳۰-۱۰۴۱) سلطان غزنه     |  |  | عبدالرشید (۱۰۴۹-۱۰۵۲) سلطان غزنه | عبدالرشید (۱۰۴۹-۱۰۵۲) سلطان غزنه | عبدالرشید (۱۰۴۹-۱۰۵۲) سلطان غزنه | عبدالرشید (۱۰۴۹-۱۰۵۲) سلطان غزنه | عبدالرشید (۱۰۴۹-۱۰۵۲) سلطان غزنه | عبدالرشید (۱۰۴۹-۱۰۵۲) سلطان غزنه |  |  |  |  |  |  |  |  |  |  |  |  |  |  |  |  |  |  |  |  |  |  |  |  |  |  |  |  |  |  |  |  |
|  |  |                               |                               |                               |                               |                               |                               |  |  | محمد (۱۰۳۰) سلطان غزنه                     | محمد (۱۰۳۰) سلطان غزنه                     | محمد (۱۰۳۰) سلطان غزنه                     | محمد (۱۰۳۰) سلطان غزنه                     | محمد (۱۰۳۰) سلطان غزنه                     | محمد (۱۰۳۰) سلطان غزنه                     |  |  | مسعود (۱۰۳۰-۱۰۴۱) سلطان غزنه     | مسعود (۱۰۳۰-۱۰۴۱) سلطان غزنه     | مسعود (۱۰۳۰-۱۰۴۱) سلطان غزنه     | مسعود (۱۰۳۰-۱۰۴۱) سلطان غزنه     | مسعود (۱۰۳۰-۱۰۴۱) سلطان غزنه     | مسعود (۱۰۳۰-۱۰۴۱) سلطان غزنه     |  |  | عبدالرشید (۱۰۴۹-۱۰۵۲) سلطان غزنه | عبدالرشید (۱۰۴۹-۱۰۵۲) سلطان غزنه | عبدالرشید (۱۰۴۹-۱۰۵۲) سلطان غزنه | عبدالرشید (۱۰۴۹-۱۰۵۲) سلطان غزنه | عبدالرشید (۱۰۴۹-۱۰۵۲) سلطان غزنه | عبدالرشید (۱۰۴۹-۱۰۵۲) سلطان غزنه |  |  |  |  |  |  |  |  |  |  |  |  |  |  |  |  |  |  |  |  |  |  |  |  |  |  |  |  |  |  |  |  |
|  |  |                               |                               |                               |                               |                               |                               |  |  |                                            |                                            |                                            |                                            |                                            |                                            |  |  |                                  |                                  |                                  |                                  |                                  |                                  |  |  |                                  |                                  |                                  |                                  |                                  |                                  |  |  |  |  |  |  |  |  |  |  |  |  |  |  |  |  |  |  |  |  |  |  |  |  |  |  |  |  |  |  |  |  |
|  |  | مودود ( ۱۰۴۱-۱۰۴۸) سلطان غزنه | مودود ( ۱۰۴۱-۱۰۴۸) سلطان غزنه | مودود ( ۱۰۴۱-۱۰۴۸) سلطان غزنه | مودود ( ۱۰۴۱-۱۰۴۸) سلطان غزنه | مودود ( ۱۰۴۱-۱۰۴۸) سلطان غزنه | مودود ( ۱۰۴۱-۱۰۴۸) سلطان غزنه |  |  | علی (۱۰۴۸-۱۰۴۹) سلطان غزنه                 | علی (۱۰۴۸-۱۰۴۹) سلطان غزنه                 | علی (۱۰۴۸-۱۰۴۹) سلطان غزنه                 | علی (۱۰۴۸-۱۰۴۹) سلطان غزنه                 | علی (۱۰۴۸-۱۰۴۹) سلطان غزنه                 | علی (۱۰۴۸-۱۰۴۹) سلطان غزنه                 |  |  | فرخزاد (۱۰۵۳-۱۰۵۹) سلطان غزنه    | فرخزاد (۱۰۵۳-۱۰۵۹) سلطان غزنه    | فرخزاد (۱۰۵۳-۱۰۵۹) سلطان غزنه    | فرخزاد (۱۰۵۳-۱۰۵۹) سلطان غزنه    | فرخزاد (۱۰۵۳-۱۰۵۹) سلطان غزنه    | فرخزاد (۱۰۵۳-۱۰۵۹) سلطان غزنه    |  |  | ابراهیم (۱۰۵۹-۱۰۹۹) سلطان غزنه   | ابراهیم (۱۰۵۹-۱۰۹۹) سلطان غزنه   | ابراهیم (۱۰۵۹-۱۰۹۹) سلطان غزنه   | ابراهیم (۱۰۵۹-۱۰۹۹) سلطان غزنه   | ابراهیم (۱۰۵۹-۱۰۹۹) سلطان غزنه   | ابراهیم (۱۰۵۹-۱۰۹۹) سلطان غزنه   |  |  |  |  |  |  |  |  |  |  |  |  |  |  |  |  |  |  |  |  |  |  |  |  |  |  |  |  |  |  |  |  |
|  |  | مودود ( ۱۰۴۱-۱۰۴۸) سلطان غزنه | مودود ( ۱۰۴۱-۱۰۴۸) سلطان غزنه | مودود ( ۱۰۴۱-۱۰۴۸) سلطان غزنه | مودود ( ۱۰۴۱-۱۰۴۸) سلطان غزنه | مودود ( ۱۰۴۱-۱۰۴۸) سلطان غزنه | مودود ( ۱۰۴۱-۱۰۴۸) سلطان غزنه |  |  | علی (۱۰۴۸-۱۰۴۹) سلطان غزنه                 | علی (۱۰۴۸-۱۰۴۹) سلطان غزنه                 | علی (۱۰۴۸-۱۰۴۹) سلطان غزنه                 | علی (۱۰۴۸-۱۰۴۹) سلطان غزنه                 | علی (۱۰۴۸-۱۰۴۹) سلطان غزنه                 | علی (۱۰۴۸-۱۰۴۹) سلطان غزنه                 |  |  | فرخزاد (۱۰۵۳-۱۰۵۹) سلطان غزنه    | فرخزاد (۱۰۵۳-۱۰۵۹) سلطان غزنه    | فرخزاد (۱۰۵۳-۱۰۵۹) سلطان غزنه    | فرخزاد (۱۰۵۳-۱۰۵۹) سلطان غزنه    | فرخزاد (۱۰۵۳-۱۰۵۹) سلطان غزنه    | فرخزاد (۱۰۵۳-۱۰۵۹) سلطان غزنه    |  |  | ابراهیم (۱۰۵۹-۱۰۹۹) سلطان غزنه   | ابراهیم (۱۰۵۹-۱۰۹۹) سلطان غزنه   | ابراهیم (۱۰۵۹-۱۰۹۹) سلطان غزنه   | ابراهیم (۱۰۵۹-۱۰۹۹) سلطان غزنه   | ابراهیم (۱۰۵۹-۱۰۹۹) سلطان غزنه   | ابراهیم (۱۰۵۹-۱۰۹۹) سلطان غزنه   |  |  |  |  |  |  |  |  |  |  |  |  |  |  |  |  |  |  |  |  |  |  |  |  |  |  |  |  |  |  |  |  |
|  |  | مسعود دوم (۱۰۴۸) سلطان غزنه   | مسعود دوم (۱۰۴۸) سلطان غزنه   | مسعود دوم (۱۰۴۸) سلطان غزنه   | مسعود دوم (۱۰۴۸) سلطان غزنه   | مسعود دوم (۱۰۴۸) سلطان غزنه   | مسعود دوم (۱۰۴۸) سلطان غزنه   |  |  |                                            |                                            |                                            |                                            |                                            |                                            |  |  |                                  |                                  |                                  |                                  |                                  |                                  |  |  | مسعود سوم (۱۰۹۹-۱۱۱۵) سلطان غزنه | مسعود سوم (۱۰۹۹-۱۱۱۵) سلطان غزنه | مسعود سوم (۱۰۹۹-۱۱۱۵) سلطان غزنه | مسعود سوم (۱۰۹۹-۱۱۱۵) سلطان غزنه | مسعود سوم (۱۰۹۹-۱۱۱۵) سلطان غزنه | مسعود سوم (۱۰۹۹-۱۱۱۵) سلطان غزنه |  |  |  |  |  |  |  |  |  |  |  |  |  |  |  |  |  |  |  |  |  |  |  |  |  |  |  |  |  |  |  |  |
|  |  | مسعود دوم (۱۰۴۸) سلطان غزنه   | مسعود دوم (۱۰۴۸) سلطان غزنه   | مسعود دوم (۱۰۴۸) سلطان غزنه   | مسعود دوم (۱۰۴۸) سلطان غزنه   | مسعود دوم (۱۰۴۸) سلطان غزنه   | مسعود دوم (۱۰۴۸) سلطان غزنه   |  |  |                                            |                                            |                                            |                                            |                                            |                                            |  |  |                                  |                                  |                                  |                                  |                                  |                                  |  |  | مسعود سوم (۱۰۹۹-۱۱۱۵) سلطان غزنه | مسعود سوم (۱۰۹۹-۱۱۱۵) سلطان غزنه | مسعود سوم (۱۰۹۹-۱۱۱۵) سلطان غزنه | مسعود سوم (۱۰۹۹-۱۱۱۵) سلطان غزنه | مسعود سوم (۱۰۹۹-۱۱۱۵) سلطان غزنه | مسعود سوم (۱۰۹۹-۱۱۱۵) سلطان غزنه |  |  |  |  |  |  |  |  |  |  |  |  |  |  |  |  |  |  |  |  |  |  |  |  |  |  |  |  |  |  |  |  |
|  |  |                               |                               |                               |                               |                               |                               |  |  |                                            |                                            |                                            |                                            |                                            |                                            |  |  |                                  |                                  |                                  |                                  |                                  |                                  |  |  |                                  |                                  |                                  |                                  |                                  |                                  |  |  |  |  |  |  |  |  |  |  |  |  |  |  |  |  |  |  |  |  |  |  |  |  |  |  |  |  |  |  |  |  |
|  |  |                               |                               |                               |                               |                               |                               |  |  | شیرزاد (۱۱۱۵-۱۱۱۶) سلطان غزنه              | شیرزاد (۱۱۱۵-۱۱۱۶) سلطان غزنه              | شیرزاد (۱۱۱۵-۱۱۱۶) سلطان غزنه              | شیرزاد (۱۱۱۵-۱۱۱۶) سلطان غزنه              | شیرزاد (۱۱۱۵-۱۱۱۶) سلطان غزنه              | شیرزاد (۱۱۱۵-۱۱۱۶) سلطان غزنه              |  |  | ارسلان‌شاه (۱۱۱۶-۱۱۱۷) سلطان غزنه | ارسلان‌شاه (۱۱۱۶-۱۱۱۷) سلطان غزنه | ارسلان‌شاه (۱۱۱۶-۱۱۱۷) سلطان غزنه | ارسلان‌شاه (۱۱۱۶-۱۱۱۷) سلطان غزنه | ارسلان‌شاه (۱۱۱۶-۱۱۱۷) سلطان غزنه | ارسلان‌شاه (۱۱۱۶-۱۱۱۷) سلطان غزنه |  |  | بهرام‌شاه ( ۱۱۱۷-۱۱۵۷) سلطان غزنه | بهرام‌شاه ( ۱۱۱۷-۱۱۵۷) سلطان غزنه | بهرام‌شاه ( ۱۱۱۷-۱۱۵۷) سلطان غزنه | بهرام‌شاه ( ۱۱۱۷-۱۱۵۷) سلطان غزنه | بهرام‌شاه ( ۱۱۱۷-۱۱۵۷) سلطان غزنه | بهرام‌شاه ( ۱۱۱۷-۱۱۵۷) سلطان غزنه |  |  |  |  |  |  |  |  |  |  |  |  |  |  |  |  |  |  |  |  |  |  |  |  |  |  |  |  |  |  |  |  |
|  |  |                               |                               |                               |                               |                               |                               |  |  | شیرزاد (۱۱۱۵-۱۱۱۶) سلطان غزنه              | شیرزاد (۱۱۱۵-۱۱۱۶) سلطان غزنه              | شیرزاد (۱۱۱۵-۱۱۱۶) سلطان غزنه              | شیرزاد (۱۱۱۵-۱۱۱۶) سلطان غزنه              | شیرزاد (۱۱۱۵-۱۱۱۶) سلطان غزنه              | شیرزاد (۱۱۱۵-۱۱۱۶) سلطان غزنه              |  |  | ارسلان‌شاه (۱۱۱۶-۱۱۱۷) سلطان غزنه | ارسلان‌شاه (۱۱۱۶-۱۱۱۷) سلطان غزنه | ارسلان‌شاه (۱۱۱۶-۱۱۱۷) سلطان غزنه | ارسلان‌شاه (۱۱۱۶-۱۱۱۷) سلطان غزنه | ارسلان‌شاه (۱۱۱۶-۱۱۱۷) سلطان غزنه | ارسلان‌شاه (۱۱۱۶-۱۱۱۷) سلطان غزنه |  |  | بهرام‌شاه ( ۱۱۱۷-۱۱۵۷) سلطان غزنه | بهرام‌شاه ( ۱۱۱۷-۱۱۵۷) سلطان غزنه | بهرام‌شاه ( ۱۱۱۷-۱۱۵۷) سلطان غزنه | بهرام‌شاه ( ۱۱۱۷-۱۱۵۷) سلطان غزنه | بهرام‌شاه ( ۱۱۱۷-۱۱۵۷) سلطان غزنه | بهرام‌شاه ( ۱۱۱۷-۱۱۵۷) سلطان غزنه |  |  |  |  |  |  |  |  |  |  |  |  |  |  |  |  |  |  |  |  |  |  |  |  |  |  |  |  |  |  |  |  |
|  |  |                               |                               |                               |                               |                               |                               |  |  |                                            |                                            |                                            |                                            |                                            |                                            |  |  |                                  |                                  |                                  |                                  |                                  |                                  |  |  | خسروشاه (۱۱۵۷-۱۱۶۰) سلطان غزنه   |                                  |                                  |                                  |                                  |                                  |  |  |  |  |  |  |  |  |  |  |  |  |  |  |  |  |  |  |  |  |  |  |  |  |  |  |  |  |  |  |  |  |
|  |  |                               |                               |                               |                               |                               |                               |  |  |                                            |                                            |                                            |                                            |                                            |                                            |  |  |                                  |                                  |                                  |                                  |                                  |                                  |  |  |                                  |                                  |                                  |                                  |                                  |                                  |  |  |  |  |  |  |  |  |  |  |  |  |  |  |  |  |  |  |  |  |  |  |  |  |  |  |  |  |  |  |  |  |
|  |  |                               |                               |                               |                               |                               |                               |  |  |                                            |                                            |                                            |                                            |                                            |                                            |  |  |                                  |                                  |                                  |                                  |                                  |                                  |  |  | خسروملک (۱۱۶۰-۱۱۸۶) سلطان غزنه   |                                  |                                  |                                  |                                  |                                  |  |  |  |  |  |  |  |  |  |  |  |  |  |  |  |  |  |  |  |  |  |  |  |  |  |  |  |  |  |  |  |  |
|  |  |                               |                               |                               |                               |                               |                               |  |  |                                            |                                            |                                            |                                            |                                            |                                            |  |  |                                  |                                  |                                  |                                  |                                  |                                  |  |  |                                  |                                  |                                  |                                  |                                  |                                  |  |  |  |  |  |  |  |  |  |  |  |  |  |  |  |  |  |  |  |  |  |  |  |  |  |  |  |  |  |  |  |  |

## نگارخانه

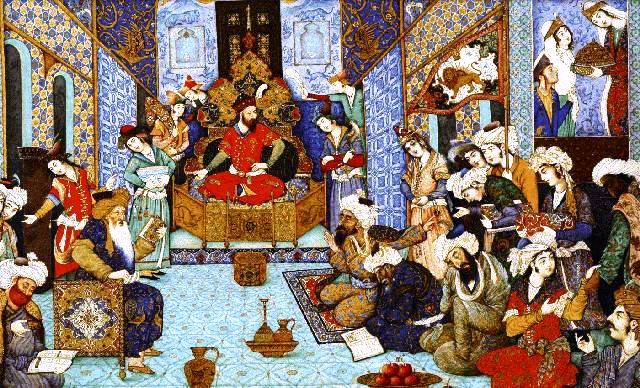
سلطان محمود غزنوی و درباریان
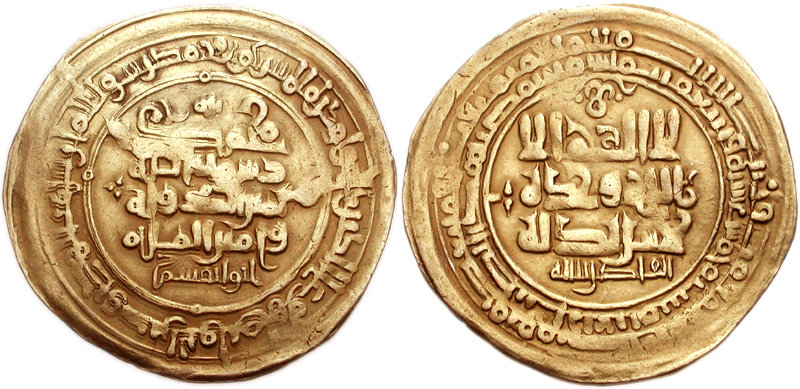
سکه‌های سلطان محمود